# Bogomil Tsintsarski
Bogomil Tsintsarski (Bulgarian: Богомил Цинцарски; sinh 14 tháng 5 năm 1997) là một cầu thủ bóng đá Bulgaria thi đấu ở vị trí thủ môn cho Vereya mượn từ Beroe Stara Zagora.

## Sự nghiệp

### Beroe

#### Mượn đến Vereya
Tsintsarski được cho mượn đến Vereya vào tháng 1 năm 2018, đến hết mùa giải. Anh ra mắt cho đội bóng ngày 24 tháng 2 năm 2018 trong trận đấu trước Dunav Ruse.

## Thống kê sự nghiệp

### Câu lạc bộ
Tính đến 13 tháng 12 năm 2017
| Thành tích câu lạc bộ | Thành tích câu lạc bộ | Thành tích câu lạc bộ | Giải vô địch | Giải vô địch | Cúp                  | Cúp                  | Châu lục | Châu lục  | Khác | Khác      | Tổng | Tổng      | Tổng |
| Câu lạc bộ            | Giải vô địch          | Mùa giải              | Trận         | Bàn thắng    | Trận                 | Bàn thắng            | Trận     | Bàn thắng | Trận | Bàn thắng | Trận | Bàn thắng |      |
| Bulgaria              | Bulgaria              | Bulgaria              | Giải vô địch | Giải vô địch | Cúp bóng đá Bulgaria | Cúp bóng đá Bulgaria | Châu Âu  | Châu Âu   | Khác | Khác      | Tổng | Tổng      |      |
| --------------------- | --------------------- | --------------------- | ------------ | ------------ | -------------------- | -------------------- | -------- | --------- | ---- | --------- | ---- | --------- | ---- |
| Beroe Stara Zagora    | First League          | 2017–18               | 0            | 0            | 0                    | 0                    | 0        | 0         | –    | –         | 0    | 0         |      |
| Vereya (mượn)         | First League          | 2017–18               | 1            | 0            | 0                    | 0                    | –        | –         | –    | –         | 1    | 0         |      |
| Thống kê sự nghiệp    | Thống kê sự nghiệp    | Thống kê sự nghiệp    | 1            | 0            | 0                    | 0                    | 0        | 0         | 0    | 0         | 1    | 0         |      |